# أكيفا فرومان
أكيفا فرومان (بالعبرية: עקיבא פרומן) (21 مايو 1912 – 1989) جيولوجي إسرائيلي.
حصل على جائزة إسرائيل في مجال علوم الحياة في عام 1955.

## حياته
ولد في هولندا، حيث درس الجيولوجيا واللاهوت في جامعة أوتريخت. وهاجر إلى فلسطين تحت الانتداب البريطاني في عام 1940، حيث كان سبق له العيش في منتصف الثلاثينات، حيث واصل دراسته في عام 1936 في مدينة زخروف يعكوف ودرس التاريخ الجيولوجي لجبال الكرمل. وتزوج غوني بيتسي ديليو، وأنجب منها ثلاث بنات كلهن ولدن في القدس.

## مسيرته العلمية
في عام 1939 نشر أطروحته للدكتوراه بعنوان «جيولوجيا منطقة جنوب غرب الكرمل». ودُعي في عام 1940 للعمل كجيولوجي في فلسطين. وانضم إلى البروفيسور ليو بيكارد رئيس قسم الجيولوجيا في جبل سكوبوس. وفي الأعوم من 1945 إلى 1948 عمل جيولوجي ميداني لصالح شركة الاستكشاف الأردنية، التي كانت تبحث عن النفض في منطقة عين جدي. ورسم خرائط شملت ماسادا وسدوم.
وخلال حرب 1948 عمل فرومان في قسم رسم الخرائط والتصوير الفوتوغرافي في الجيش الإسرائيلي. وبعد حصار القدس انضم إلى يعقوب بن تور لرسم خرائط صحراء النقب بحثا عن النفط والماء والاحتياطات المعدنية.
في عام 1950 انتقل فرومان إلى حيفا للتدريس في التخنيون.
وفي عام 1964 درس فرومان تقنيات التصوير الفوتوغرافي الجوي في فرنسا.  

## جوائز
- حصل على جائزة إسرائيل في مجال علوم الحياة في عام 1955.[3]

## من كتبه
- عن الله والفضاء والزمن [5][6]